# RS/6000

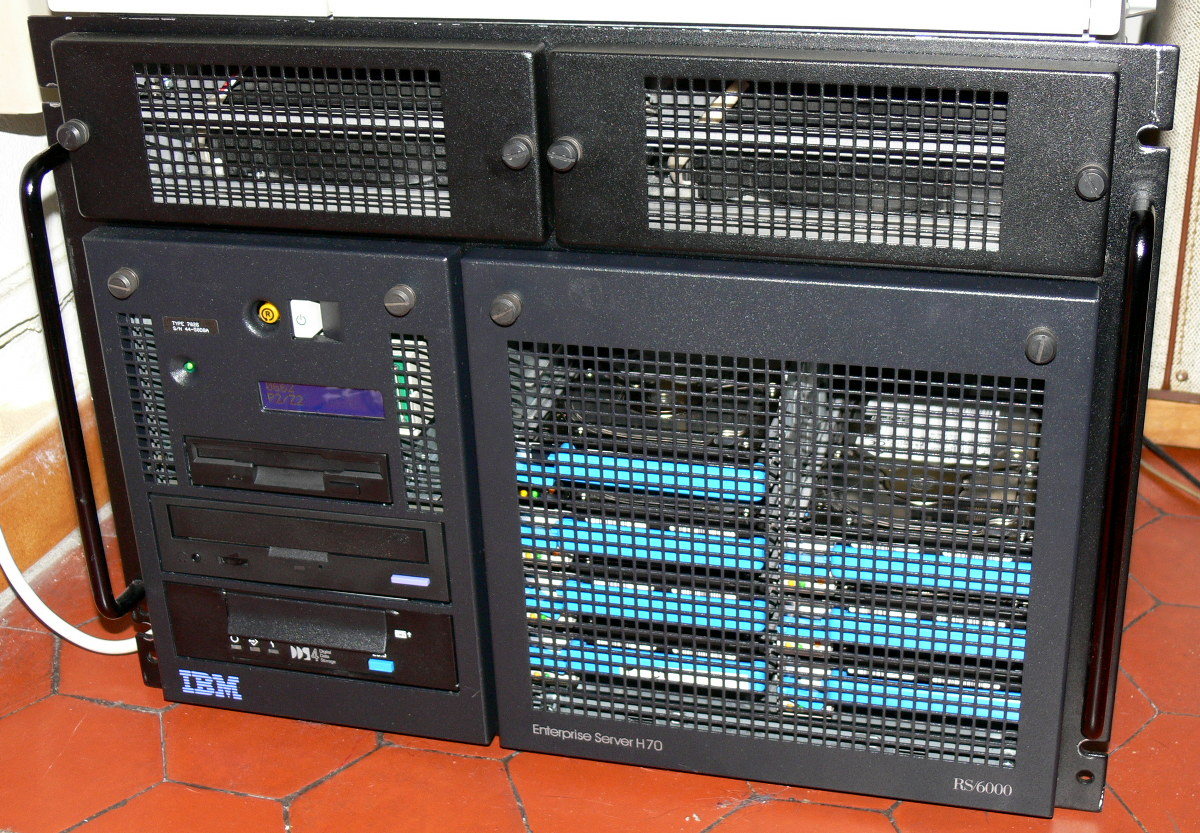
RS/6000 Typ 7026 Modell H70 (2001)

Die IBM RS/6000 war eine 1990 eingeführte Reihe von Unix-Workstations und Servern, die durch das IBM System p abgelöst wurde. Die Rechner wurden mit dem IBM-Unixderivat AIX ausgeliefert. RS/6000 stand dabei für RISC System/6000. In der RS/6000-Reihe waren Rechner vom kleinen Desktop-Computer bis zum Mehrwege-Computercluster verfügbar.
Die RS/6000-Rechner werden heute nicht mehr vertrieben, aber in vielen Unternehmen oder Universitäten sind auch heute noch viele Geräte im Einsatz. Die Nachfolgereihe der IBM ist das System p und seit 2004 der IBM eServer p5.

## Geschichte
Das RISC System/6000 war der Nachfolger des Unix-basierten IBM RT. Während bei den ersten RS/6000-Modellen noch der MCA-Bus zum Einsatz kam, benutzten die neueren Modelle den PCI-Bus. Einige spätere Modelle nutzten die standardisierten PReP- und CHRP-Plattformen, die gemeinsam mit Apple und Motorola entwickelt worden waren. Es war geplant, viele verschiedene Betriebssysteme, wie Windows NT, NetWare, OS/2, Solaris, Taligent, AIX und MacOS, zu nutzen. Allerdings wurde nur die Unix-Variante AIX von IBM genutzt und unterstützt.
Es gab verschiedene RS/6000-Computer-Typen: POWERserver (Server), POWERstation (Workstation) und Scalable POWERparallel (Supercomputer). Während die meisten Rechner in Desktop-, Tower- oder Rack-Gehäusen untergebracht waren, so gab es auch zwei Laptop-Modelle (Modell N40 und Modell 860).
Einige bekannte Computer basieren auf dem RISC System/6000. So zum Beispiel der Schachcomputer Deep Blue, welcher im Jahre 1997 den damaligen Schachweltmeister Garri Kasparow schlug, oder der Supercomputer ASCI White, der von 2000 bis 2002 der schnellste Computer der Welt war.

## Modelle

### Typ 7006
| Modell | Prozessor   | MHz | L2/L3-Cache   | RAM         | Gehäuse | Einführung   | Abkündigung        |
| ------ | ----------- | --- | ------------- | ----------- | ------- | ------------ | ------------------ |
| 41T    | PowerPC 601 | 80  | 0 oder 512 KB | 16 – 256 MB | Desktop | 24. Mai 1994 | 10. Januar 1997    |
| 41W    | PowerPC 601 | 80  | 0 oder 512 KB | 16 – 256 MB | Desktop | 24. Mai 1994 | 18. Juli 1997      |
| 42T    | PowerPC 604 | 120 | ?             | bis 256 MB  | Desktop | 7. Juli 1995 | 24. September 1997 |
| 42W    | PowerPC 604 | 120 | ?             | bis 256 MB  | Desktop | 7. Juli 1995 | 24. September 1997 |

### Typ 7007
| Modell | Prozessor   | MHz | L2/L3 Cache | RAM        | Gehäuse  | Einführung   | Abkündigung |
| ------ | ----------- | --- | ----------- | ---------- | -------- | ------------ | ----------- |
| N40    | PowerPC 601 | 50  | ?           | 16 – 64 MB | Notebook | 8. März 1994 | ?           |

Das Model N40 war ein PowerPC basiertes Notebook, welches von der Firma Tadpole Technology für IBM entwickelt und hergestellt wurde. Es wurde ab 25. März 1994 für US$12.000 verkauft. Die interne Batterie konnte das System nur für etwa 45 Minuten mit Energie versorgen, weswegen ein externes Batterie-Pack für dieses Notebook verfügbar war.

### Typ 7008
| Modell | Prozessor | MHz | L2/L3 Cache | RAM        | Gehäuse | Einführung      | Abkündigung      |
| ------ | --------- | --- | ----------- | ---------- | ------- | --------------- | ---------------- |
| M20    | POWER1    | 33  | –           | 16 – 64 MB | ?       | 2. Februar 1993 | 6. Januar 1995   |
| M2A    | POWER1    | 33  | –           | 16 – 64 MB | ?       | 2. Februar 1993 | 16. Oktober 1994 |

### Typ 7009
| Modell | Prozessor   | MHz | L2/L3 Cache | RAM         | Gehäuse | Einführung    | Abkündigung     |
| ------ | ----------- | --- | ----------- | ----------- | ------- | ------------- | --------------- |
| C10    | PowerPC 601 | 80  | 0 oder 1 MB | 16 – 256 MB | Desktop | 24. Mai 1994  | 18. Juli 1997   |
| C20    | PowerPC 604 | 120 | 1 MB        | ?           | Desktop | 19. Juni 1995 | 30. Januar 1998 |

### Typ 7011
| Modell | Prozessor   | MHz   | L2/L3 Cache | RAM         | Gehäuse       | Einführung         | Abkündigung      |
| ------ | ----------- | ----- | ----------- | ----------- | ------------- | ------------------ | ---------------- |
| 220    | RSC         | 33    | –           | bis 64 MB   | Desktop flach | 21. Januar 1992    | 6. Januar 1995   |
| 22W    | POWER1      | 33    | –           | bis 64 MB   | Desktop flach | 21. Januar 1992    | 6. Januar 1995   |
| 230    | RSC         | 45    | 128 KB L2   | bis 64 MB   | Desktop flach | 18. Mai 1993       | 6. Januar 1995   |
| 23S    | POWER1      | 45    | 128 KB L2   | bis 64 MB   | Desktop flach | 18. Mai 1993       | 26. Oktober 1994 |
| 23T    | POWER1      | 45    | 128 KB L2   | bis 64 MB   | Desktop flach | 18. Mai 1993       | 26. Oktober 1994 |
| 23W    | POWER1      | 45    | 128 KB L2   | bis 64 MB   | Desktop flach | 18. Mai 1993       |                  |
| 250    | PowerPC 601 | 66    | –           | 16 – 256 MB | Desktop flach | 21. September 1993 | 18. Juli 1997    |
| 25S    | PowerPC 601 | 66    | ?           | 16 – 256 MB | Desktop flach | 21. September 1993 | 25. Oktober 1996 |
| 25T    | PowerPC 601 | 66/80 | ?           | 16 – 256 MB | Desktop flach | 21. September 1993 | 18. Juli 1997    |
| 25W    | PowerPC 601 | 66/80 | ?           | 16 – 256 MB | Desktop flach | 21. September 1993 | 25. Oktober 1996 |

### Typ 7012
| Modell | Prozessor          | MHz      | L2/L3 Cache | RAM            | Gehäuse    | Einführung | Abkündigung |
| ------ | ------------------ | -------- | ----------- | -------------- | ---------- | ---------- | ----------- |
| 320    | POWER1             | 20       | –           | 8 – 32 MB      | Desktop    | 15.02.1990 | 28.10.1992  |
| 32H    | POWER1             | 25       | –           | 16 – 128 MB    | Desktop    | 12.03.1991 | 26.10.1994  |
| 340    | POWER1             | 33       | –           | 16 – 256 MB    | Desktop    | 21.01.1992 | 04.11.1994  |
| 34H    | POWER1             | 41,6     | –           | 16 – 256 MB    | Desktop    | 13.07.1993 | 26.10.1994  |
| 350    | POWER1             | 41       | –           | 32 – 256 MB    | Desktop    | 21.01.1992 | 18.08.1993  |
| 355    | POWER1             | 41       | –           | 16 – 128 MB    | Desktop    | 02.02.1993 | 26.10.1994  |
| 360    | POWER1             | 50       | –           | 16 – 256 MB    | Desktop    | 02.02.1993 | 04.11.1994  |
| 365    | POWER1             | 50       | –           | 16 – 128 MB    | Desktop    | 02.02.1993 | 26.10.1994  |
| 36T    | POWER1             | 50       | –           | 16 – 256 MB    | Desktop    | 18.05.1993 | 26.10.1994  |
| 370    | POWER1++           | 62       | –           | 32 – 512 MB    | Desktop    | 02.02.1993 | 20.05.1996  |
| 375    | POWER1++           | 62       | –           | 32 – 128 MB    | Desktop    | 02.02.1993 | 26.10.1994  |
| 37T    | POWER1++           | 62       | –           | 32 – 256 MB    | Desktop    | 18.05.1993 | 20.05.1996  |
| 380    | POWER2             | 59       | 1 – 2 MB    | 32 – 512 MB    | Desktop    | 24.05.1994 | 20.05.1996  |
| 390    | POWER2+            | 67       | 1 – 2 MB    | 32 – 512 MB    | Desktop    | 24.05.1994 | 18.07.1997  |
| 39H    | POWER2             | 67       | 1 – 2 MB    | 64 – 512 MB    | Desktop    | 07.02.1995 | 30.01.1998  |
| 397    | P2SC               | 160      | 1 – 2 MB    | 128 – 1.024 MB | Desktop    | 06.10.1997 | 19.03.1999  |
| G30    | 2 × PowerPC 601    | 75       | 2 × 0,5 MB  | 32 – 1.024 MB  | Mini Tower | 04.10.1994 | 26.10.1996  |
| G40    | 4 × PowerPC 604(e) | 112, 187 | 2 × 0,5 MB  | 128 – 1.024 MB | Mini Tower | 26.07.1996 | 08.01.1998  |

### Typ 7013
| Modell | Prozessor       | MHz  | L2/L3 Cache | RAM           | Gehäuse  | Einführung | Abkündigung |
| ------ | --------------- | ---- | ----------- | ------------- | -------- | ---------- | ----------- |
| 520    | POWER1          | 20   | –           | 16 – 128 MB   | Deskside | 15.02.1990 | 21.04.1992  |
| 52H    | POWER1          | 25   | –           | 16 – 128 MB   | Deskside | 21.01.1992 | 06.01.1995  |
| 530    | POWER1          | 25   | –           | 16 – 128 MB   | Deskside | 15.02.1990 | 02.01.1992  |
| 53H    | POWER1          | 33   | –           | 16 – 128 MB   | Deskside | 02.10.1991 | 18.08.1993  |
| 540    | POWER1          | 30   | –           | 64 – 256 MB   | Deskside | 15.02.1990 | 02.01.1992  |
| 550    | POWER1          | 41   | –           | ?             | Deskside | 30.10.1990 | 18.08.1993  |
| 55L    | POWER1          | 41,6 | –           | bis 256 MB    | Deskside | 18.05.1993 | 26.10.1994  |
| 560    | POWER1          | 50   | –           | bis 1 GB      | Deskside | 21.01.1992 | 21.12.1993  |
| 570    | POWER1          | 50   | –           | bis 1 GB      | Deskside | 02.02.1993 | 20.05.1996  |
| 580    | POWER1++        | 62,5 | –           | bis 1 GB      | Deskside | 22.09.1992 | 20.05.1996  |
| 58H    | POWER2          | 55,6 | –           | 64MB – 2GB    | Deskside | 21.09.1993 | 25.10.1996  |
| 590    | POWER2          | 66,7 | –           | 64 MB – 2 GB  | Deskside | 21.09.1993 | 24.09.1997  |
| 59H    | POWER2+         | 66,7 | 1 MB        | 64 MB to 2 GB | Deskside | 1994-06-?? | ?           |
| 591    | POWER2          | 77   | ?           | 64MB – 2GB    | Deskside | 25.07.1995 | 18.07.1997  |
| 595    | P2SC            | 135  | ?           | ?             | Deskside | 08.10.1996 | 08.01.1999  |
| J30    | 8x PowerPC 601  | 75   | (8x) 1 MB   | 64 MB – 2 GB  | Deskside | 04.10.1994 | 23.10.1996  |
| J40    | 8x PowerPC 604  | 112  | (8x) 1 MB   | 128 MB – 2 GB | Deskside | 23.07.1996 | 08.01.1998  |
| J50    | 8x PowerPC 604e | 200  | ?           | ?             | ?        | 15.04.1997 | 08.01.1999  |

### Typ 7015
| Modell | Prozessor        | MHz  | L2/L3 Cache | RAM         | Gehäuse      | Einführung | Abkündigung |
| ------ | ---------------- | ---- | ----------- | ----------- | ------------ | ---------- | ----------- |
| 930    | POWER1           | 25   | –           | 32 – 512 MB | Rack         | 15.02.1990 | 15.07.1992  |
| 950    | POWER1           | 41   | –           | 64MB – 1GB  | Rack         | 07.05.1991 | 21.12.1993  |
| 970    | POWER1           | 50   | –           | 64MB – 1GB  | Rack         | 21.04.1992 | 18.08.1993  |
| 97B    | POWER1           | 50   | –           | 128MB – 1GB | Rack         | 02.02.1993 | 06.01.1995  |
| 980    | POWER1++         | 62,5 | –           | 1 GB        | Rack         | 22.09.1992 | 18.08.1993  |
| 98B    | POWER1++         | 62,5 | –           | 1 GB        | Rack         | 02.02.1993 | 20.05.1996  |
| 990    | POWER2           | 71,5 | –           | 128MB – 2GB | Rack         | 21.09.1993 | 20.05.1996  |
| R10    | POWER1           | 50   | –           | 128MB – 1GB | Rackmount    | 24.05.1994 | 20.05.1996  |
| R20    | POWER2+          | 66   | 1 MB        | 128MB – 2GB | Rackmount    | 24.05.1994 | 30.01.1998  |
| R21    | POWER2           | 77   | ?           | ?           | Rackmount    | 25.07.1995 | 25.10.1996  |
| R24    | POWER2+          | 71,5 | 2 MB        | 128MB – 2GB | Rackmount    | 24.05.1994 | 30.01.1998  |
| R30    | 8 × PowerPC 601  | 75   | ?           | ?           | Rackmount    | 04.10.1994 | 23.10.1996  |
| R40    | 8 × PowerPC 604  | 112  | ?           | ?           | Rackmount    | 23.07.1996 | 08.01.1998  |
| R50    | 8 × PowerPC 604e | 200  | ?           | 4 GB        | 6U Rackmount | 15.04.1997 | 15.08.2000  |

### Typ 7026
| Modell | Prozessor(en)                        | MHz                | L2/L3 Cache | RAM      | Gehäuse | Einführung        | Abkündigung      |
| ------ | ------------------------------------ | ------------------ | ----------- | -------- | ------- | ----------------- | ---------------- |
| H10    | 2 × PowerPC 604e                     | 233                | ?           | ?        | Rack    | 8. Oktober 1996   | 27. Februar 1998 |
| H50    | 4 × PowerPC 604e                     | 332                | ?           | ?        | Rack    | 9. Februar 1998   | 1. Dezember 2000 |
| H70    | 4 × RS64 II                          | 340                | ?           | bis 8 GB | Rack    | 6. April 1999     | 17. Juli 2001    |
| H80    | 6 × RS64 III, ab April 2001: RS64 IV | 450, 500, 600, 668 | ?           | ?        | Rack    | 9. Mai 2000       | 13. Juli 2001    |
| M80    | 8 × RS64 III, ab April 2001: RS64 IV | 500, 750           | ?           | ?        | ?       | 4. September 2001 | 31. Januar 2002  |

### Typ 7248
| Modell  | Prozessor    | MHz | L2/L3 Cache | RAM | Gehäuse | Einführung    | Abkündigung     |
| ------- | ------------ | --- | ----------- | --- | ------- | ------------- | --------------- |
| 43P-100 | PowerPC 604  | 100 | 256 kB L2   | ?   | Desktop | 19. Juni 1995 | 10. Januar 1997 |
| 43P-120 | PowerPC 604  | 120 | ?           | ?   | Desktop | 19. Juni 1995 | 10. Januar 1997 |
| 43P-132 | PowerPC 604  | 132 | ?           | ?   | Desktop | 19. Juni 1995 | 10. Januar 1997 |
| 43P-140 | PowerPC 604e | 233 | ?           | ?   |         |               |                 |